# Oberbergern
Oberbergern ist eine Ortschaft und Katastralgemeinde in der Gemeinde Bergern im Dunkelsteinerwald in Niederösterreich.

## Geographie
Das Dorf befindet sich südwestlich von Unterbergern im Tal des Halterbaches und liegt an der Landesstraße L109. Am 1. Jänner 2024 zählte die Ortschaft 328 Einwohner. Außerhalb des Ortes steht die Mainaumühle. Im Franziszeischen Kataster von 1821 ist Oberbergern als Haufendorf mit zahlreichen Gehöften verzeichnet.

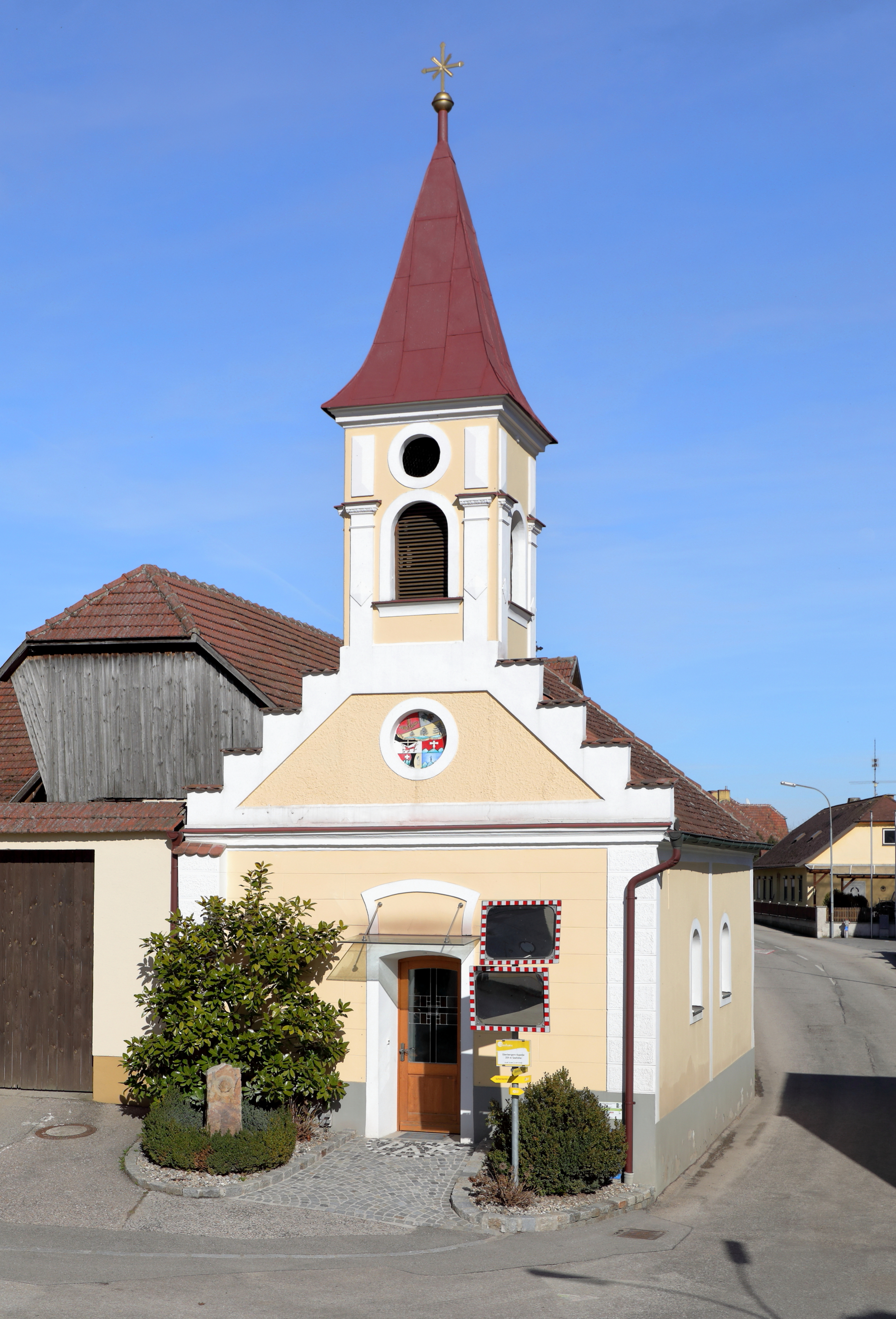
Ortskapelle von Oberbergern

## Geschichte
Im Jahr 1822 wurde der Ort als Dorf mit 41 Häusern genannt, das nach Unterbergern eingepfarrt war, wohin auch die Kinder eingeschult wurden. Die Herrschaft Mautern besaß die Ortsobrigkeit, übte die Landgerichtsbarkeit aus, besorgte die Konskription und hatte die Grundherrschaft inne. Laut Adressbuch von Österreich waren im Jahr 1938 in der Ortsgemeinde Oberbergern ein Binder, ein Erholungsheim, zwei Gastwirte, ein Gemischtwarenhändler, ein Holzhändler, ein Landesproduktehändler, ein Müller, ein Schmied, ein Wagner, ein Wildbrethändler, ein Zementwarenerzeuger und einige Landwirte ansässig.

## Öffentliche Einrichtungen
In Oberbergern befindet sich ein Kindergarten und eine Volksschule.

## Ortskapelle
Die Ortskapelle ist ein Rechteckbau mit eingezogener Apsis in der Ortsmitte, der 1763 von Johann Schwerdtfeger errichtet wurde. Der schlichte Altar stammt aus dem 19. Jahrhundert. In barocken Formen sind die hl. Madonna und die hll. Sebastian sowie Florian dargestellt.